# Egyptisk munruvare
Egyptisk munruvare, även kallad liten munruvare (Pseudocrenilabrus multicolor multicolor), är en 8 cm lång afrikansk ciklid som lever i Egypten och möjligen Sudan. Underarten viktoriamunruvare, även kallad dvärgviktoriamunruvare (Pseudocrenilabrus multicolor victoriae), blir 7,7 cm lång och förekommer i Kenya, Kongo-Kinshasa, Rwanda, Tanzania och Uganda.

## Biotoper
Egyptisk munruvare återfinns främst i grunda våtmarker, bäckar och i lugnt vatten i tätt bevuxna floder. Den återfinns mer sällan i strandområden i mindre insjöar, och aldrig i någon av Afrikas större sjöar. Detta bland annat för att konkurrensen från de oftast betydligt större och mer rovgiriga cikliderna i släktet Haplochromis blir för stor i sådana miljöer.

## Föda
Arten är allätare ("omnivor"), och livnär sig huvudsakligen på maskar, små kräftdjur, insekter, småfisk, alger och olika vattenväxter.

## Fortplantning
Arten är en så kallad munruvare, som "ruvar" ägg och nykläckta yngel i munnen, för att på så sätt skydda dem mot rovdjur. Hos egyptisk munruvare är det endast honan som tar hand om avkomman på detta vis. Romkornens storlek är cirka 2,5 millimeter, och beroende på honans storlek, ålder och tillgången på föda varierar kullarnas storlek från 6 upp till så många som 100 yngel. Honan ruvar rommen i 14 dygn innan den kläcks. Ynglen är 6,5 till 7,5 millimeter långa när de släpps ut ur munnen första gången. Dagtid ruvar hon sedan även ynglen i munnen under korta perioder, i händelse av fara, samt hela nätterna. Detta pågår under en eller i sällsynta fall ett par veckors tid, till dess ynglen är stora nog att klara sig själva. Ynglen och ungfiskarna äter framför allt små vattenlevande insekter och kräftdjur, men honan äter vanligtvis mycket lite eller inte alls under den period hon ruvar ägg och yngel. Egyptisk munruvare var en av de allra första munruvande ciklider som odlades som akvariefisk.

## Munruvare i litteraturen
I romanen Illuminatus! av Robert Anton Wilson och Robert Shea spelar den egyptiska munruvaren en liten men viktig roll.